# 蘆灘站
蘆灘站（韓語：로탄역）是朝鮮民主主義人民共和國两江道金亨稷郡蘆灘勞動者區的一個鐵路車站，属于北部内陆线。

## 历史
- 1988年8月3日，落成使用。

## 邻近车站
北部内陆线
檜陽站 - 蘆灘站 - 竹田站